# Nicox
Nicox ist ein französisches BioPharmaunternehmen mit Sitz im Wissenschaftspark Sophia Antipolis bei Antibes.  Seine Aktien werden an der französischen Aktienbörse Euronext in Paris unter dem Kürzel COX gehandelt und sind im französischen CAC Small gelistet. Erster Anteilseigner ist mit 25 % des Aktienkapitals die OppenheimerFunds Inc., ein Tochterunternehmen des Versicherungsunternehmens Massachusetts Mutual Life Insurance Company. Die Marktkapitalisierung des Unternehmens betrug im April 2006 1,2 Mrd. USD. Ein Forschungsinstitut befindet sich in Bresso in Italien, Nicox forscht auch im Auftrag anderer Pharmahersteller wie Merck und Pfizer.
Das Unternehmen befasst sich mit der medizinischen Anwendung von Stickstoffmonoxid und entwickelt ein dem nicht mehr im Handel befindlichen Präparat Vioxx® vergleichbares entzündungshemmendes Medikament zur Behandlung von Arthrose, dessen Markteinführung für das Jahr 2010 angestrebt wird. In Entwicklung befinden sich auch Medikamente gegen die Zuckerkrankheit und gegen Herzerkrankungen. Louis J. Ignarro, einer der Nobelpreisträger des Jahres 1998 für Medizin, gehört dem wissenschaftlichen Komitee des Unternehmens an.